# Фронтино
Фронтино (итал. Frontino) је насеље у Италији у округу Пезаро и Урбино, региону Марке.
Према процени из 2011. у насељу је живело 93 становника. Насеље се налази на надморској висини од 508 м.

## Становништво
| 1936. | 1951. | 1961. | 1971. | 1981. | 1991. | 2001. | 2011. |
| ----- | ----- | ----- | ----- | ----- | ----- | ----- | ----- |
| 493   | 788   | 676   | 499   | 440   | 394   | 369   | 313   |